# Haastia
Haastia is een geslacht uit de composietenfamilie (Asteraceae). De soorten uit het geslacht zijn endemisch in Nieuw-Zeeland.

## Soorten
- Haastia pulvinaris Hook.f.
- Haastia recurva Hook.f.
- Haastia sinclairii Hook.f.